# Carol Shieldsová
Carol Ann Shieldsová (2. června 1935 Oak Park – 16. července 2003 Victoria) byla kanadská spisovatelka narozená ve Spojených státech. Je jediným kanadským spisovatelem, který získal Pulitzerovu cenu. Získala jí v roce 1995 za svůj nejslavnější román The Stone Diaries, který vyšel v roce 1993. Získala za něj i cenu generálního guvernéra Kanady. Napsala celkem deset románů, pět sbírek povídek, tři sbírky poezie a osm divadelních her.

## Život
Vystudovala literaturu na Hanover College v Indianě, v letech 1955–1956 byla na studijním pobytu na University of Exeter v Anglii. V roce 1957 se vdala za Kanaďana Donalda Hugh Shieldse, kterého poznala při studijním pobytu v Británii, a přestěhovala se s ním do Kanady. Posléze získala i kanadské občanství. V letech 1968–1978 žila v Ottawě, v té době získala na Univerzitě v Ottawě titul MA v oboru literatura. Poté na univerzitě učila, až do roku 1978. Z materiálu k její dizertační práci o spisovatelce Susanně Moodieové pak vytvořila i svou první beletristickou práci, román Small Ceremonies, který vyšel v roce 1976 a zahájil její literární kariéru. Za dva roky odešla z Ottawy a začal učit na Univerzitě Britské Kolumbie (1978–1979) a posléze na University of Manitoba (1980–2000). V roce 1996 byla zvolena rektorkou Univerzity ve Winnipegu, funkci zastával a do roku 2000.

### Romány
- Small Ceremonies, 1976
- The Box Garden, 1977
- Happenstance, 1980
- A Fairly Conventional Woman, 1982
- Swann: A Mystery, 1987
- A Celibate Season, 1991 (s Blanche Howardovou)
- The Republic of Love, 1992
- The Stone Diaries, 1993
- Larry's Party, 1997
- Unless, 2002

### Povídky
- Words, 1985
- Various Miracles, 1985
- The Orange Fish, 1989
- Dressing Up for the Carnival, 2000
- Collected Stories, 2004

### Poezie
- Others, 1972
- Intersect, 1974
- Coming to Canada, 1992

### Divadelní hry
- Departures and Arrivals, 1990
- Thirteen Hands, 1993
- Fashion Power Guilt and the Charity of Families, 1995 (s Catherine Shieldsovou)
- Anniversary: A Comedy, 1998 (s Davem Williamsonem)
- Women Waiting, 1983
- Unless, 2005
- Larry's Party – the Musical, 2000
- Thirteen Hands and Other Plays, 2002.

### Publicistika
- Susanna Moodie: Voice and Vision, 1976
- Jane Austen, 2001.